# Intel Graphics Technology
Intel Graphics Technology (GT) è il nome collettivo di una serie di processori grafici integrati (IGP) prodotti da Intel che sono prodotti sullo stesso pacchetto o die dell'unità centrale di elaborazione (CPU). È stato introdotto per la prima volta nel 2010 come Intel HD Graphics.
Intel Iris Graphics e Intel Iris Pro Graphics sono la serie IGP introdotta nel 2013 con alcuni modelli di processori Haswell come le versioni ad alte prestazioni di HD Graphics. Iris Pro Graphics è stata la prima della serie a incorporare le DRAM incorporate.
Nel quarto trimestre del 2013, la grafica integrata Intel ha rappresentato, in unità, il 65% di tutte le vendite di processori grafici per PC. Tuttavia, questa percentuale non rappresenta l'adozione effettiva in quanto alcune di queste unità finiscono in sistemi dotati di schede video.

## Storia
Prima dell'introduzione di Intel HD Graphics, la grafica integrata Intel è stata integrata nella parte northbridge della scheda madre, come parte della Intel Hub Architecture. Erano conosciuti come Intel Extreme Graphics e Intel GMA. Come parte del Platform Controller Hub (PCH), il northbridge è stato eliminato e l'elaborazione grafica è stata spostata nello stesso die dell'unità centrale di elaborazione (CPU).
La precedente soluzione grafica integrata di Intel, Intel GMA, aveva una reputazione di mancanza di prestazioni e caratteristiche, e quindi non era considerata una buona scelta per le applicazioni grafiche più esigenti, come i giochi 3D. L'aumento delle prestazioni portato da Intel HD Graphics ha reso i prodotti competitivi con adattatori grafici integrati realizzati dai suoi rivali, Nvidia e ATI/AMD. Intel HD Graphics, con un consumo energetico minimo che è importante per i computer portatili, era abbastanza adatta per i produttori di PC che spesso hanno smesso di offrire opzioni grafiche alternative sia nelle linee di fascia bassa che in quelle di fascia alta, dove sono importanti dimensioni ridotte e basso consumo energetico.

## Generazioni
Intel HD e Iris Graphics sono divise in generazioni, e all'interno di ogni generazione sono divise in 'livelli' di prestazioni crescenti, denominati dall'etichetta 'GTx'.

### Westmere
Nel gennaio 2010, sono stati rilasciati i processori Clarkdale e Arrandale con grafica Ironlake, con il marchio Celeron, Pentium o Core con grafica HD. C'era una sola specifica: 12 unità di esecuzione, fino a 43,2 GFLOPS a 900 MHz.

### Sandy Bridge
Nel gennaio 2011 sono stati rilasciati i processori Sandy Bridge, introducendo la "seconda generazione" di grafica HD:
| Modello          | Livello | Unità di esecuzione | Boost Clock (MHz) | max GFLOPS |
| ---------------- | ------- | ------------------- | ----------------- | ---------- |
| HD Graphics      | GT1     | 6                   | 1000              | 96         |
| HD Graphics 2000 | GT1     | 6                   | 1350              | 129.6      |
| HD Graphics 3000 | GT2     | 12                  | 1350              | 259.2      |

Sandy Bridge Celeron e Pentium hanno Intel HD, mentre il Core i3 e superiori hanno HD 2000 o HD 3000. HD Graphics 2000 e 3000 includono la codifica video hardware e gli effetti di postprocessing HD.

### Ivy Bridge
Il 24 aprile 2012 è stato rilasciato Ivy Bridge, introducendo la "terza generazione" della grafica HD di Intel:
| Modello          | Livello | Unità di esecuzione | Unità di shading | Boost Clock (MHz) | max GFLOPS |
| ---------------- | ------- | ------------------- | ---------------- | ----------------- | ---------- |
| HD Graphics      | GT1     | 6                   | 48               | 1050              | 100.8      |
| HD Graphics 2500 | GT1     | 6                   | 48               | 1150              | 110.4      |
| HD Graphics 4000 | GT2     | 16                  | 128              | 1300              | 332.8      |

Ivy Bridge Celeron e Pentium hanno Intel HD, mentre Core i3 e superiori hanno HD 2500 o HD 4000. HD Graphics 2500 e 4000 includono la codifica video hardware e gli effetti di postprocessing HD.
Per alcune CPU mobile a bassa potenza c'è un supporto limitato per la decodifica video, mentre nessuna delle CPU desktop ha questa limitazione.

### Haswell
Il 12 settembre 2012 sono state annunciate le CPU Haswell, con quattro modelli di GPU integrate:
| Mercato  | Modello                | Livello | Unità di esecuzione | Unità shading | eDRAM (MB) | Boost Clock (MHz) | max GFLOPS |
| -------- | ---------------------- | ------- | ------------------- | ------------- | ---------- | ----------------- | ---------- |
| Consumer | HD Graphics            | GT1     | 10                  | 80            | N.D.       | 1150              | 184        |
| Consumer | HD Graphics 4200       | GT2     | 20                  | 160           | N.D.       | 850               | 272        |
| Consumer | HD Graphics 4400       | GT2     | 20                  | 160           | N.D.       | 950–1150          | 304–368    |
| Consumer | HD Graphics 4600       | GT2     | 20                  | 160           | N.D.       | 900–1350          | 288–432    |
| Consumer | HD Graphics 5000       | GT3     | 40                  | 320           | N.D.       | 1000–1100         | 640–704    |
| Consumer | Iris Graphics 5100     | GT3     | 40                  | 320           | N.D.       | 1100–1200         | 704–768    |
| Consumer | Iris Pro Graphics 5200 | GT3e    | 40                  | 320           | 128        | 1300              | 832        |
| Server   | HD Graphics P4600      | GT2     | 20                  | 160           | N.D.       | 1200–1250         | 384–400    |
| Server   | HD Graphics P4700      | GT2     | 20                  | 160           | N.D.       | 1250–1300         | 400–416    |

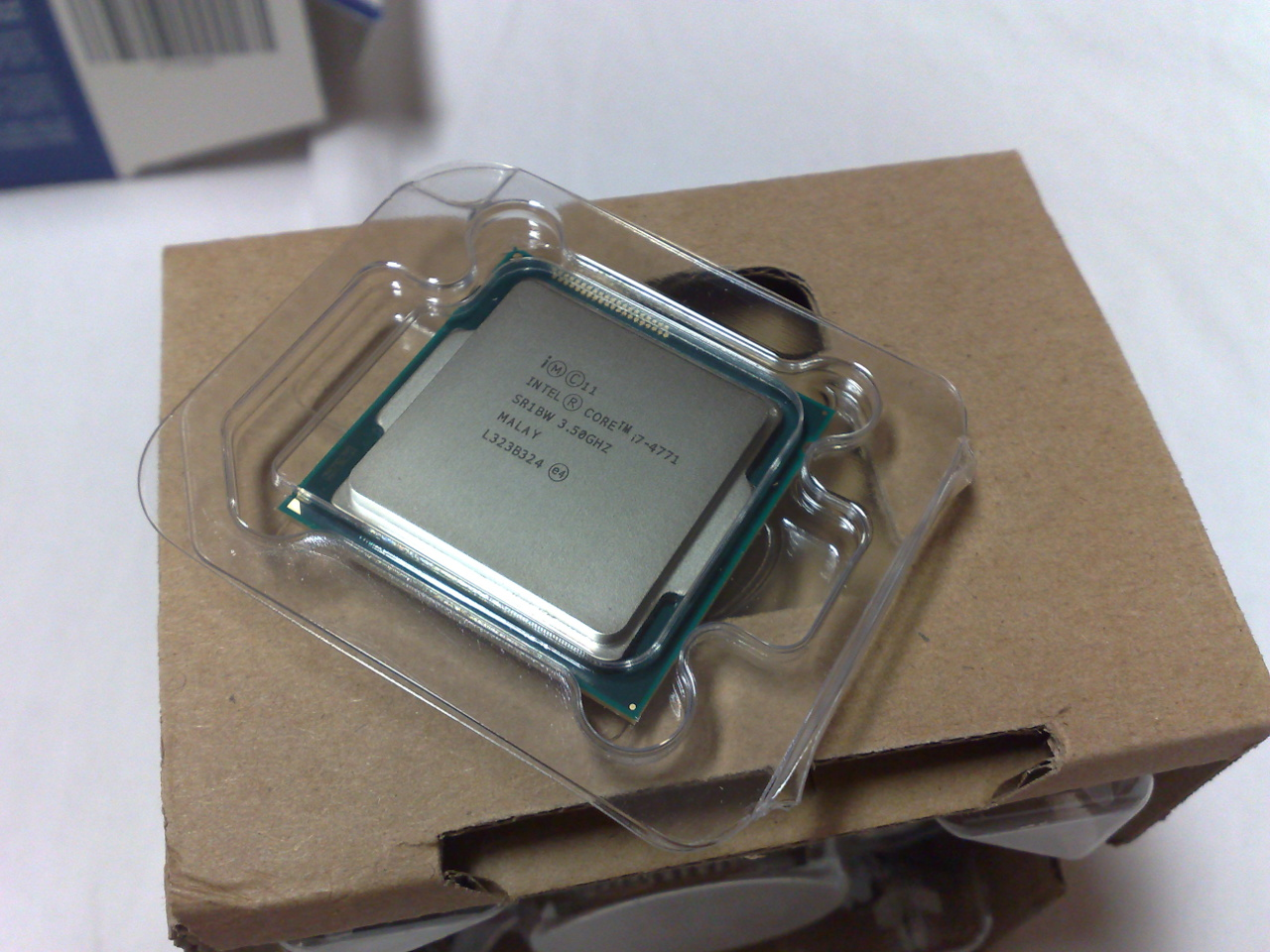
CPU Intel Haswell i7-4771, che contiene la grafica integrata HD 4600 (GT2)

I 128 MB di eDRAM nell'Iris Pro GT3e è sullo stesso pacchetto della CPU, ma in un die separato prodotto in un processo diverso. Intel si riferisce a questo come una cache di livello 4, disponibile sia per CPU e GPU, denominandola Crystalwell. Il supporto Linux per questa eDRAM è previsto nella versione 3.12 del kernel, rendendo il driver drm/i915 consapevole e capace di usarlo.
Integrated Iris Pro Graphics è stato adottato da Apple per i computer portatili MacBook Pro da 15 pollici di fine 2013 (con Retina Display), che per la prima volta nella storia della serie non avevano schede grafiche separate, anche se solo per il modello di fascia bassa. È stato anche incluso nel tardo 2013 nell'iMac da 21,5 pollici.

### Broadwell
Nel novembre 2013 è stato annunciato che i processori desktop Broadwell-K (destinati agli appassionati) saranno dotati anche di Iris Pro Graphics.
I seguenti modelli di GPU integrate sono stati annunciati per i processori Broadwell:
| Mercato  | Modello                 | Livello | Unità di esecuzione | Unità shading | eDRAM (MB) | Boost Clock (MHz) | max GFLOPS |
| -------- | ----------------------- | ------- | ------------------- | ------------- | ---------- | ----------------- | ---------- |
| Consumer | HD Graphics             | GT1     | 12                  | 96            | N.D.       | 850               | 163.2      |
| Consumer | HD Graphics 5300        | GT2     | 24                  | 192           | N.D.       | 900               | 345.6      |
| Consumer | HD Graphics 5500        | GT2     | 24                  | 192           | N.D.       | 950               | 364.8      |
| Consumer | HD Graphics 5600        | GT2     | 24                  | 192           | N.D.       | 1050              | 403.2      |
| Consumer | HD Graphics 6000        | GT3     | 48                  | 384           | N.D.       | 1000              | 768        |
| Consumer | Iris Graphics 6100      | GT3     | 48                  | 384           | N.D.       | 1100              | 844.8      |
| Consumer | Iris Pro Graphics 6200  | GT3e    | 48                  | 384           | 128        | 1150              | 883.2      |
| Server   | HD Graphics P5700       | GT2     | 24                  | 192           | N.D.       | 1000              | 384        |
| Server   | Iris Pro Graphics P6300 | GT3e    | 48                  | 384           | 128        | 1150              | 883.2      |

#### Braswell
| Modello         | Modello di CPU | Livello | Unità di esecuzione | Clock speed (MHz) |
| --------------- | -------------- | ------- | ------------------- | ----------------- |
| HD Graphics 400 | E8000          | GT1     | 12                  | 320               |
| HD Graphics 400 | N30xx          | GT1     | 12                  | 320–600           |
| HD Graphics 400 | N31xx          | GT1     | 12                  | 320–640           |
| HD Graphics 400 | J3xxx          | GT1     | 12                  | 320–700           |
| HD Graphics 405 | N37xx          | GT1     | 16                  | 400–700           |
| HD Graphics 405 | J37xx          | GT1     | 18                  | 400–740           |

### Skylake
La linea di processori Skylake, lanciata nell'agosto 2015, ritira il supporto VGA, mentre supporta configurazioni multi-monitor fino a tre monitor collegati tramite interfacce HDMI 1.4, DisplayPort 1.2 o Embedded DisplayPort (eDP) 1.3.
I seguenti modelli di GPU integrate sono disponibili o annunciati per i processori Skylake:
| Mercato  | Modello                | Livello | Unità di esecuzione | Unità shading | eDRAM (MB) | Boost Clock (MHz) | max GFLOPS |
| -------- | ---------------------- | ------- | ------------------- | ------------- | ---------- | ----------------- | ---------- |
| Consumer | HD Graphics 510        | GT1     | 12                  | 96            | N.D.       | 950               | 182.4      |
| Consumer | HD Graphics 515        | GT2     | 24                  | 192           | N.D.       | 1000              | 384        |
| Consumer | HD Graphics 520        | GT2     | 24                  | 192           | N.D.       | 1050              | 403.2      |
| Consumer | HD Graphics 530        | GT2     | 24                  | 192           | N.D.       | 1150              | 441.6      |
| Consumer | Iris Graphics 540      | GT3e    | 48                  | 384           | 64         | 1050              | 806.4      |
| Consumer | Iris Graphics 550      | GT3e    | 48                  | 384           | 64         | 1100              | 844.8      |
| Consumer | Iris Pro Graphics 580  | GT4e    | 72                  | 576           | 128        | 1000              | 1152       |
| Server   | HD Graphics P530       | GT2     | 24                  | 192           | N.D.       | 1150              | 441.6      |
| Server   | Iris Pro Graphics P555 | GT3e    | 48                  | 384           | 128        | 1000              | 768        |
| Server   | Iris Pro Graphics P580 | GT4e    | 72                  | 576           | 128        | 1000              | 1152       |

### Apollo Lake
| Modello         | Modello di CPU | Livello | Unità di esecuzione | Unità shading | Clock speed (MHz) |
| --------------- | -------------- | ------- | ------------------- | ------------- | ----------------- |
| HD Graphics 500 | E3930          | GT1     | 12                  | 96            | 400–550           |
| HD Graphics 500 | E3940          | GT1     | 12                  | 96            | 400–600           |
| HD Graphics 500 | N3350          | GT1     | 12                  | 96            | 200–650           |
| HD Graphics 500 | N3450          | GT1     | 12                  | 96            | 200–700           |
| HD Graphics 500 | J3355          | GT1     | 12                  | 96            | 250–700           |
| HD Graphics 500 | J3455          | GT1     | 12                  | 96            | 250–750           |
| HD Graphics 505 | E3950          | GT1     | 18                  | 144           | 500–650           |
| HD Graphics 505 | N4200          | GT1     | 18                  | 144           | 200–750           |
| HD Graphics 505 | J4205          | GT1     | 18                  | 144           | 250–800           |

### Kaby Lake / Amber Lake
Nuove caratteristiche: aumento della velocità, supporto per i servizi di streaming 4K UHD "premium" (DRM codificato), motore multimediale con accelerazione hardware completa di decodifica HEVC e VP9 a 8 e 10 bit.
| Mercato  | Modello                | Livello | Unità di esecuzione | Unità shading | eDRAM (MB) | Base clock (MHz) | Boost clock (MHz) | max GFLOPS    | Usata in                                                        |
| -------- | ---------------------- | ------- | ------------------- | ------------- | ---------- | ---------------- | ----------------- | ------------- | --------------------------------------------------------------- |
| Consumer | HD Graphics 610        | GT1     | 12                  | 96            | N.D.       | 300−350          | 900−1100          | 172.8-211.2   | Desktop Celeron, Desktop Pentium G45**, i3-7101                 |
| Consumer | HD Graphics 615        | GT2     | 24                  | 192           | N.D.       | 300              | 900–1050          | 345.6 – 403.2 | m3-7Y30/32                                                      |
| Consumer | HD Graphics 615        | GT2     | 24                  | 192           | N.D.       | 300              | 900–1050          | 345.6 – 403.2 | i5-7Y54/57                                                      |
| Consumer | HD Graphics 615        | GT2     | 24                  | 192           | N.D.       | 300              | 900–1050          | 345.6 – 403.2 | i7-7Y75                                                         |
| Consumer | HD Graphics 615        | GT2     | 24                  | 192           | N.D.       | 300              | 900–1050          | 345.6 – 403.2 | m3-8100Y                                                        |
| Consumer | HD Graphics 615        | GT2     | 24                  | 192           | N.D.       | 300              | 900–1050          | 345.6 – 403.2 | i5-8200Y                                                        |
| Consumer | HD Graphics 615        | GT2     | 24                  | 192           | N.D.       | 300              | 900–1050          | 345.6 – 403.2 | i7-8500Y                                                        |
| Consumer | HD Graphics 620        | GT2     | 24                  | 192           | N.D.       | 300              | 1000–1050         | 384 – 403.2   | i3-7100U                                                        |
| Consumer | HD Graphics 620        | GT2     | 24                  | 192           | N.D.       | 300              | 1000–1050         | 384 – 403.2   | i5-7200U                                                        |
| Consumer | HD Graphics 620        | GT2     | 24                  | 192           | N.D.       | 300              | 1000–1050         | 384 – 403.2   | i5-7300U                                                        |
| Consumer | HD Graphics 620        | GT2     | 24                  | 192           | N.D.       | 300              | 1000–1050         | 384 – 403.2   | i7-7500U                                                        |
| Consumer | HD Graphics 620        | GT2     | 24                  | 192           | N.D.       | 300              | 1000–1050         | 384 – 403.2   | i7-7600U                                                        |
| Consumer | HD Graphics 630        | GT2     | 24                  | 192           | N.D.       | 350              | 1000–1150         | 384 − 441.6   | Desktop Pentium G46**, i3, i5 e i7. Laptop H-series i3, i5 e i7 |
| Consumer | Iris Plus Graphics 640 | GT3e    | 48                  | 384           | 64         | 300              | 950–1050          | 729.6 − 806.4 | i5-7260U                                                        |
| Consumer | Iris Plus Graphics 640 | GT3e    | 48                  | 384           | 64         | 300              | 950–1050          | 729.6 − 806.4 | i5-7360U                                                        |
| Consumer | Iris Plus Graphics 640 | GT3e    | 48                  | 384           | 64         | 300              | 950–1050          | 729.6 − 806.4 | i7-7560U                                                        |
| Consumer | Iris Plus Graphics 640 | GT3e    | 48                  | 384           | 64         | 300              | 950–1050          | 729.6 − 806.4 | i7-7660U                                                        |
| Consumer | Iris Plus Graphics 650 | GT3e    | 48                  | 384           | 64         | 300              | 1050–1150         | 806.4 − 883.2 | i3-7167U                                                        |
| Consumer | Iris Plus Graphics 650 | GT3e    | 48                  | 384           | 64         | 300              | 1050–1150         | 806.4 − 883.2 | i5-7267U                                                        |
| Consumer | Iris Plus Graphics 650 | GT3e    | 48                  | 384           | 64         | 300              | 1050–1150         | 806.4 − 883.2 | i5-7287U                                                        |
| Consumer | Iris Plus Graphics 650 | GT3e    | 48                  | 384           | 64         | 300              | 1050–1150         | 806.4 − 883.2 | i7-7567U                                                        |

### Kaby Lake Refresh / Coffee Lake
Nuove caratteristiche: supporto HDCP 2.2.
| Mercato  | Modello                | Livello | Unità di esecuzione | Unità shading | eDRAM (MB) | Base clock (MHz) | Boost clock (MHz) | max GFLOPS  | Usata in                       |
| -------- | ---------------------- | ------- | ------------------- | ------------- | ---------- | ---------------- | ----------------- | ----------- | ------------------------------ |
| Consumer | UHD Graphics 610       | GT1     | 12                  | 96            | N.D.       | 350              | 1050              | 201.6       | Celeron, Pentium Gold G54**    |
| Consumer | UHD Graphics 620       | GT2     | 24                  | 192           | N.D.       | 300              | 1000–1150         | 422.4–441.6 | i3-8130U                       |
| Consumer | UHD Graphics 620       | GT2     | 24                  | 192           | N.D.       | 300              | 1000–1150         | 422.4–441.6 | i5-8250U                       |
| Consumer | UHD Graphics 620       | GT2     | 24                  | 192           | N.D.       | 300              | 1000–1150         | 422.4–441.6 | i5-8350U                       |
| Consumer | UHD Graphics 620       | GT2     | 24                  | 192           | N.D.       | 300              | 1000–1150         | 422.4–441.6 | i7-8550U                       |
| Consumer | UHD Graphics 620       | GT2     | 24                  | 192           | N.D.       | 300              | 1000–1150         | 422.4–441.6 | i7-8650U                       |
| Consumer | UHD Graphics 630       | GT2     | 23                  | 184           | N.D.       | 350              | 1100–1150         | 404.8–423.2 | i3-8100                        |
| Consumer | UHD Graphics 630       | GT2     | 23                  | 184           | N.D.       | 350              | 1100–1150         | 404.8–423.2 | i3-8350K                       |
| Consumer | UHD Graphics 640       | GT2     | 24                  | 192           | N.D.       | 350              | 1100–1200         | 422.4–460.8 | Pentium Gold G55**, i3, i5, i7 |
| Consumer | Iris Plus Graphics 655 | GT3e    | 48                  | 384           | 128        | 300              | 1050-1200         | 806.4-921.6 | i3-8109U                       |
| Consumer | Iris Plus Graphics 655 | GT3e    | 48                  | 384           | 128        | 300              | 1050-1200         | 806.4-921.6 | i5-8259U                       |
| Consumer | Iris Plus Graphics 655 | GT3e    | 48                  | 384           | 128        | 300              | 1050-1200         | 806.4-921.6 | i5-8269U                       |
| Consumer | Iris Plus Graphics 655 | GT3e    | 48                  | 384           | 128        | 300              | 1050-1200         | 806.4-921.6 | i7-8559U                       |

### Gemini Lake
Nuove caratteristiche: supporto HDMI 2.0, decodifica hardware VP9 10-bit Profile2.
| Modello          | Modello di CPU | Livello | Unità di esecuzione | Clock speed (MHz) | GFLOPS       |
| ---------------- | -------------- | ------- | ------------------- | ----------------- | ------------ |
| UHD Graphics 600 | N4000          | GT1     | 12                  | 200–650           | 38.4...124.8 |
| UHD Graphics 600 | N4100          | GT1     | 12                  | 200–700           | 38.4...134.4 |
| UHD Graphics 600 | J4005          | GT1     | 12                  | 250–700           | 48.0...134.4 |
| UHD Graphics 600 | J4105          | GT1     | 12                  | 250–750           | 48.0...144.0 |
| UHD Graphics 605 | N5000          | GT1.5   | 18                  | 200–750           | 57.6...216   |
| UHD Graphics 605 | J5005          | GT1.5   | 18                  | 250–800           | 72.0...230.4 |

### Cannonlake
Nuove caratteristiche: decima generazione di GPU sviluppata su microarchitettura a 10 nm ha avuto problemi di produzione di massa nel 2018, ritardato al 2019.

### Whiskey Lake
Ottimizzazione dei 14 nm nella seconda metà del 2018 (problemi di produzione di massa in 10 nm.

### Icelake
Nuove caratteristiche: undicesima generazione di GPU sviluppata su microarchitettura a 10 nm.

### Tigerlake
Nuove caratteristiche: dodicesima generazione di GPU sviluppata su microarchitettura 10 nm.

### Alder Lake
Nuove caratteristiche: tredicesima generazione di GPU sviluppata su microarchitettura 10 nm.

## Caratteristiche

### Intel Insider
A partire da Sandy Bridge, i processori grafici includono una forma di protezione dalla copia digitale e gestione dei diritti digitali (DRM) chiamata Intel Insider, che consente la decrittazione dei supporti protetti all'interno del processore. In precedenza esisteva una tecnologia simile chiamata Protected Audio Video Path (PAVP).

### Intel Quick Sync Video
Intel Quick Sync Video è la tecnologia di codifica e decodifica video hardware di Intel, che è integrata in alcune delle CPU Intel. Il nome "Quick Sync" si riferisce al caso di utilizzo della transcodifica rapida ("sincronizzazione") di un video da, ad esempio, un DVD o Blu-ray Disc ad un formato appropriato, ad esempio, per uno smartphone. Quick Sync è stato introdotto con il Gen 6 nei microprocessori Sandy Bridge il 9 gennaio 2011.

### Virtualizzazione grafica
La tecnologia di virtualizzazione grafica è stata annunciata il 1º gennaio 2014 ed è supportata dalle GPU Iris Pro.

### Multiple monitors

#### Ivy Bridge
Le GPU HD 2500 e HD 4000 nelle CPU Ivy Bridge sono pubblicizzate che supportano fino a tre monitor attivi, ma molti utenti hanno scoperto che questo non funziona a causa del fatto che i chipset supportano solo due monitor attivi in molte configurazioni comuni. La ragione di ciò è che i chipset includono solo due phase-locked loop (PLL); un PLL genera un pixel clock ad una certa frequenza che viene utilizzato per sincronizzare i tempi dei dati trasferiti tra la GPU e i display.
Pertanto, tre monitor attivi contemporaneamente possono essere realizzati solo con una configurazione hardware che richiede solo due clock di pixel unici, come ad esempio:
- Utilizzando due o tre connessioni DisplayPort, in quanto richiedono solo un singolo pixel di clock per tutte le connessioni.[34] Gli adattatori passivi da DisplayPort a qualche altro connettore dipendono dal fatto che il chipset sia in grado di emettere un segnale non DisplayPort attraverso il connettore DisplayPort, e quindi non contano come connessione DisplayPort. Gli adattatori attivi che contengono una logica aggiuntiva per convertire il segnale DisplayPort in qualche altro formato contano come connessione DisplayPort
- Usando due connessioni non-DisplayPort dello stesso tipo di connessione (ad esempio, due connessioni HDMI) e la stessa frequenza di clock (come quando è collegato a due monitor identici con la stessa risoluzione), in modo che un unico clock pixel può essere condiviso tra le due connessioni[35]
- Utilizzando l'Embedded DisplayPort su una CPU mobile insieme ad altre due uscite[34]

#### Haswell
Le schede madri ASRock basate sui chipset Z87 e H87 supportano tre display contemporaneamente. Anche le schede Asus basate su chipset H87 vengono pubblicizzate per supportare tre monitor indipendenti contemporaneamente.

## Funzionalità
| Microarchitettura - Socket | Marchio        | Marchio                   | Marchio                 | Grafica | Grafica                                                                                       | Vulkan        | Vulkan  | OpenGL        | OpenGL  | Direct3D | Direct3D     | Modello shader HLSL | OpenCL                    | OpenCL  |
| Microarchitettura - Socket | Core           | Pentium                   | Celeron                 | Gen     | Modello                                                                                       | Linux         | Windows | Linux         | Windows | Linux    | Windows      | Modello shader HLSL | Linux                     | Windows |
| -------------------------- | -------------- | ------------------------- | ----------------------- | ------- | --------------------------------------------------------------------------------------------- | ------------- | ------- | ------------- | ------- | -------- | ------------ | ------------------- | ------------------------- | ------- |
| Westmere - 1156            | i3/5/7-xxx     | (G/P)6000 and U5000       | P4000 U3000             | 5.5     | HD                                                                                            | N.D.          | N.D.    | 2.1           | 2.1     | N.D.     | 10.1         | 4.1                 | N.D.                      | N.D.    |
| Sandy Bridge - 1155        | i3/5/7-2000    | (B)900, (G)800 and (G)600 | (B)800 (B)700 G500 G400 | 6       | HD 3000 HD 2000                                                                               | N.D.          | N.D.    | 3.3           | 3.1     | N.D.     | 10.1         | 4.1                 | N.D.                      | N.D.    |
| Ivy Bridge - 1155          | i3/5/7-3000    | (G)2000 and A1018         | G1600 G1000 G900        | 7       | HD 4000 HD 2500                                                                               | 1.0           | N.D.    | 4.2           | 4.0     | N.D.     | 11.0         | 5.0                 | 1.2 (Beignet)             | 1.2     |
| Bay Trail - SoCs           | N.D.           | J2000, N3500 and A1020    | J1000 N2000             | 7       | HD Graphics (Bay Trail)                                                                       | 1.0           | N.D.    | 4.2           | 4.0     | N.D.     | 11.0         | 5.0                 | 1.2 (Beignet)             | 1.2     |
| Haswell - 1150             | i3/5/7-4000    | (G)3000                   | G1800 G2000             | 7.5     | HD 5000, 4600, 4400 e 4200; Iris Pro 5200, Iris 5000 e 5100                                   | 1.0           | N.D.    | 4.5 (4.6 WIP) | 4.3     | N.D.     | 12 (fl 11_1) | 5.0                 | 1.2 (Beignet)             | 1.2     |
| Broadwell - 1150           | i3/5/7-5000    | 3800                      | 3700 3200               | 8       | Iris Pro 6200 e P6300, Iris 6100 e HD 6000, P5700, 5600, 5500, 5300 e HD Graphics (Broadwell) | 1.0           | N.D.    | 4.5 (4.6 WIP) | 4.4     | N.D.     | 12 (fl 11_1) | 5.0                 | 1.2 (Beignet) / 2.0 (Neo) | 2.0     |
| Braswell - SoCs            | N.D.           | N3700                     | N3000 N3050 N3150       | 8       | HD Graphics (Braswell), basata sulla grafica di Broadwell                                     | 1.0           | N.D.    | 4.5 (4.6 WIP) | 4.4     | N.D.     | 12 (fl 11_1) | 5.0                 | 1.2 (Beignet) / 2.0 (Neo) | 2.0     |
| Braswell - SoCs            | N.D.           | (J/N)3710                 | (J/N)3010 3060 3160     | 8       | (rimarchiata) HD Graphics 400, 405                                                            | 1.0           | N.D.    | 4.5 (4.6 WIP) | 4.4     | N.D.     | 12 (fl 11_1) | 5.0                 | 1.2 (Beignet) / 2.0 (Neo) | 2.0     |
| Skylake - 1151             | i3/5/7-6000    | (G)4000                   | 3900 3800               | 9       | HD 510, 515, 520, 530 e 535; Iris 540 e 550; Iris Pro 580                                     | 1.1 Mesa 18.1 | 1.1     | 4.5 (4.6 WIP) | 4.5     | N.D.     | 12 (fl 12_1) | 6.0                 | 2.0 (Beignet) / 2.1 (Neo) | 2.0     |
| Apollo Lake - SoCs         | N.D.           | (J/N)4xxx                 | (J/N)3xxx               | 9       | HD Graphics 500, 505                                                                          | 1.1 Mesa 18.1 | 1.1     | 4.5 (4.6 WIP) | 4.5     | N.D.     | 12 (fl 12_1) | 6.0                 | 2.0 (Beignet) / 2.1 (Neo) | 2.0     |
| Gemini Lake - SoCs         | N.D.           | Silver (J/N)5xxx          | (J/N)4xxx               | 9       | UHD 600, 605                                                                                  | 1.1 Mesa 18.1 | 1.1     | 4.5 (4.6 WIP) | 4.5     | N.D.     | 12 (fl 12_1) | 6.0                 | 2.0 (Beignet) / 2.1 (Neo) | 2.0     |
| Kaby Lake - 1151           | m3/i3/5/7-7000 | (G)4000                   | (G)3900 (G)3800         | 9.5     | HD 610, 615, 620, 630, Iris Plus 640, Iris Plus 650                                           | 1.1 Mesa 18.1 | 1.1     | 4.5 (4.6 WIP) | 4.5     | N.D.     | 12 (fl 12_1) | 6.0                 | 2.0 (Beignet) / 2.1 (Neo) | 2.1     |
| Kaby Lake Refresh - 1151   | i5/7-8000U     | N.D.                      | N.D.                    | 9.5     | UHD 620                                                                                       | 1.1 Mesa 18.1 | 1.1     | 4.5 (4.6 WIP) | 4.5     | N.D.     | 12 (fl 12_1) | 6.0                 | 2.0 (Beignet) / 2.1 (Neo) | 2.1     |
| Coffee Lake - 1151         | i3/5/7/9-8000  | Gold (G)5xxx              | (G)49xx                 | 9.5     | UHD 630                                                                                       | 1.1 Mesa 18.1 | 1.1     | 4.5 (4.6 WIP) | 4.5     | N.D.     | 12 (fl 12_1) | 6.0                 | 2.0 (Beignet) / 2.1 (Neo) | 2.1     |

OpenCL 2.1 e 2.2 possibili con l'aggiornamento software su hardware OpenCL 2.0 (Broadwell+) con futuri aggiornamenti software.
Mentre Mesa supporta Direct3D 9.3, questo è implementato solo per i driver in stile Gallium3D e non per il driver Intel di Mesa.

## Funzionalità (accelerazione video GPU)
Intel ha sviluppato un core SIP dedicato che implementa molteplici algoritmi di decompressione e compressione video con il marchio Intel Quick Sync Video. Alcuni sono implementati completamente, altri solo parzialmente.

### Algoritmi con accelerazione hardware
| Microarchitettura                  | Fasi   | Fasi                | Algoritmi di compressione e decompressione video | Algoritmi di compressione e decompressione video  | Algoritmi di compressione e decompressione video | Algoritmi di compressione e decompressione video | Algoritmi di compressione e decompressione video | Algoritmi di compressione e decompressione video | Algoritmi di compressione e decompressione video                          |
| Microarchitettura                  | Fasi   | Fasi                | H.265 (HEVC)                                     | H.264 (MPEG-4 AVC)                                | H.262 (MPEG-2)                                   | VC-1/WMV9                                        | JPEG / MJPEG                                     | VP8                                              | VP9                                                                       |
| ---------------------------------- | ------ | ------------------- | ------------------------------------------------ | ------------------------------------------------- | ------------------------------------------------ | ------------------------------------------------ | ------------------------------------------------ | ------------------------------------------------ | ------------------------------------------------------------------------- |
| Westmere                           | Decode | Decode              | ✘                                                | ✓                                                 | ✓                                                | ✓                                                | ✘                                                | ✘                                                | ✘                                                                         |
| Westmere                           | Encode | Encode              | ✘                                                | ✘                                                 | ✘                                                | ✘                                                | ✘                                                | ✘                                                | ✘                                                                         |
| Sandy Bridge                       | Decode | Profili             | ✘                                                | ConstrainedBaseline, Principale, Alto, StereoHigh | Semplice, Principale                             | Semplice, Principale, Avanzato                   | ✘                                                | ✘                                                | ✘                                                                         |
| Sandy Bridge                       | Decode | Livelli             | ✘                                                |                                                   |                                                  |                                                  | ✘                                                | ✘                                                | ✘                                                                         |
| Sandy Bridge                       | Decode | Risoluzione massima | ✘                                                |                                                   |                                                  |                                                  | ✘                                                | ✘                                                | ✘                                                                         |
| Sandy Bridge                       | Encode | Profili             | ✘                                                | Semplice, Principale, Alto                        | ✘                                                | ✘                                                | ✘                                                | ✘                                                | ✘                                                                         |
| Sandy Bridge                       | Encode | Livelli             | ✘                                                |                                                   | ✘                                                | ✘                                                | ✘                                                | ✘                                                | ✘                                                                         |
| Sandy Bridge                       | Encode | Risoluzione massima | ✘                                                |                                                   | ✘                                                | ✘                                                | ✘                                                | ✘                                                | ✘                                                                         |
| Ivy Bridge                         | Decode | Profili             | ✘                                                | ConstrainedBaseline, Principale, Alto, StereoHigh | Semplice, Principale                             | Semplice, Principale, Avanzato                   | Base                                             | ✘                                                | ✘                                                                         |
| Ivy Bridge                         | Decode | Livelli             | ✘                                                |                                                   |                                                  |                                                  |                                                  | ✘                                                | ✘                                                                         |
| Ivy Bridge                         | Decode | Risoluzione massima | ✘                                                |                                                   |                                                  |                                                  |                                                  | ✘                                                | ✘                                                                         |
| Ivy Bridge                         | Encode | Profili             | ✘                                                | Semplice, Principale, Alto                        | Semplice, Principale                             | ✘                                                | ✘                                                | ✘                                                | ✘                                                                         |
| Ivy Bridge                         | Encode | Livelli             | ✘                                                |                                                   |                                                  | ✘                                                | ✘                                                | ✘                                                | ✘                                                                         |
| Ivy Bridge                         | Encode | Risoluzione massima | ✘                                                |                                                   |                                                  | ✘                                                | ✘                                                | ✘                                                | ✘                                                                         |
| Haswell                            | Decode | Profili             | Parziale 8 bit                                   | Principale, Alto, SHP, MHP                        | Principale                                       | Semplice, Principale, Avanzato                   | Base                                             | ✘                                                | ✘                                                                         |
| Haswell                            | Decode | Livelli             | Parziale 8 bit                                   | 4.1                                               | Principale, Alto                                 | Alto, 3                                          |                                                  | ✘                                                | ✘                                                                         |
| Haswell                            | Decode | Risoluzione massima | Parziale 8 bit                                   | 1080/60p                                          | 1080/60p                                         |                                                  | 16k×16k                                          | ✘                                                | ✘                                                                         |
| Haswell                            | Encode | Profili             | ✘                                                | Principale, Alto                                  | Principale                                       | ✘                                                | Base                                             | ✘                                                | ✘                                                                         |
| Haswell                            | Encode | Livelli             | ✘                                                | 4.1                                               | Alto                                             | ✘                                                | -                                                | ✘                                                | ✘                                                                         |
| Haswell                            | Encode | Risoluzione massima | ✘                                                | 1080/60p                                          | 1080/60p                                         | ✘                                                | 16k×16k                                          | ✘                                                | ✘                                                                         |
| Broadwell                          | Decode | Profili             | Parziale 8 & 10 bit                              |                                                   | Principale                                       | Semplice, Principale, Avanzato                   |                                                  | 0                                                | Parziale                                                                  |
| Broadwell                          | Decode | Livelli             | Parziale 8 & 10 bit                              |                                                   | Principale, Alto                                 | Alto, 3                                          |                                                  | Unificato                                        | Parziale                                                                  |
| Broadwell                          | Decode | Risoluzione massima | Parziale 8 & 10 bit                              |                                                   | 1080/60p                                         |                                                  |                                                  | 1080p                                            | Parziale                                                                  |
| Broadwell                          | Encode | Profili             | ✘                                                | Principale                                        | -                                                | ✘                                                |                                                  | ✘                                                | ✘                                                                         |
| Broadwell                          | Encode | Livelli             | ✘                                                |                                                   | Principale, Alto                                 | ✘                                                |                                                  | ✘                                                | ✘                                                                         |
| Broadwell                          | Encode | Risoluzione massima | ✘                                                |                                                   | 1080/60p                                         | ✘                                                |                                                  | ✘                                                | ✘                                                                         |
| Skylake                            | Decode | Profili             | Principale                                       | Principale, Alto, SHP, MHP                        | Principale                                       | Semplice, Principale, Avanzato                   | Base                                             | 0                                                | 0                                                                         |
| Skylake                            | Decode | Livelli             | 5.2                                              | 5.2                                               | Principale, Alto                                 | Alto, 3                                          | Unificato                                        | Unificato                                        | Unificato                                                                 |
| Skylake                            | Decode | Risoluzione massima | 2160/60p                                         | 2160/60p                                          | 1080/60p                                         | 3840×3840                                        | 16k×16k                                          | 1080p                                            | 4k/24p@15Mbit/s                                                           |
| Skylake                            | Encode | Profili             | Principale                                       | Principale, Alto                                  | Principale                                       | ✘                                                | Base                                             | Unificato                                        | ✘                                                                         |
| Skylake                            | Encode | Livelli             | 5.2                                              | 5.2                                               | Alto                                             | ✘                                                | -                                                | Unificato                                        | ✘                                                                         |
| Skylake                            | Encode | Risoluzione massima | 2160/60p                                         | 2160/60p                                          | 1080/60p                                         | ✘                                                | 16k×16k                                          | -                                                | ✘                                                                         |
| Kaby Lake Coffee Lake Whiskey Lake | Decode | Profili             | Principale, Principale 10                        | Principale, Alto, MVC, Stereo                     | Principale                                       | Semplice, Principale, Avanzato                   | Base                                             | 0                                                | 0, 2                                                                      |
| Kaby Lake Coffee Lake Whiskey Lake | Decode | Livelli             | 5.2                                              | 5.2                                               | Principale, Alto                                 | Semplice, Alto, 3                                | Unificato                                        | Unificato                                        | Unificato                                                                 |
| Kaby Lake Coffee Lake Whiskey Lake | Decode | Risoluzione massima | 2160/60p                                         | 2160/60p                                          | 1080/60p                                         | 3840×3840                                        | 16k×16k                                          | 1080p                                            | 2160p                                                                     |
| Kaby Lake Coffee Lake Whiskey Lake | Encode | Profili             | Principale                                       | Principale, Alto                                  | Principale                                       | ✘                                                | Base                                             | Unificato                                        | Supporto 8 bits 4:2:0 BT.2020 può essere ottenuto dal pre/post processing |
| Kaby Lake Coffee Lake Whiskey Lake | Encode | Livelli             | 5.2                                              | 5.2                                               | Alto                                             | ✘                                                | -                                                | Unificato                                        | Supporto 8 bits 4:2:0 BT.2020 può essere ottenuto dal pre/post processing |
| Kaby Lake Coffee Lake Whiskey Lake | Encode | Risoluzione massima | 2160/60p                                         | 2160/60p                                          | 1080/60p                                         | ✘                                                | 16k×16k                                          | -                                                | Supporto 8 bits 4:2:0 BT.2020 può essere ottenuto dal pre/post processing |

### Serie Intel Pentium e Celeron
| Serie Intel Pentium & Celeron | Accelerazione video GPU     | Accelerazione video GPU     | Accelerazione video GPU   | Accelerazione video GPU | Accelerazione video GPU | Accelerazione video GPU | Accelerazione video GPU                       | Accelerazione video GPU | Accelerazione video GPU |
| Serie Intel Pentium & Celeron | VED (Video Encode / Decode) | VED (Video Encode / Decode) | H.265/HEVC                | H.264/MPEG-4 AVC        | H.262 (MPEG-2)          | VC-1/WMV9               | JPEG / MJPEG                                  | VP8                     | VP9                     |
| ----------------------------- | --------------------------- | --------------------------- | ------------------------- | ----------------------- | ----------------------- | ----------------------- | --------------------------------------------- | ----------------------- | ----------------------- |
| Braswell                      | Decode                      | Profili                     | Principale                | CBP, Principale, Alto   | Principale, Alto        | Avanzato                | 850 MP/s 4:2:0 640 MP/s 4:2:2 420 MP/s 4:4:4  |                         |                         |
| Braswell                      | Decode                      | Livelli                     | 5                         | 5.2                     | Alto                    | 4                       | 850 MP/s 4:2:0 640 MP/s 4:2:2 420 MP/s 4:4:4  |                         |                         |
| Braswell                      | Decode                      | Risoluzione massima         | 4k×2k/30p                 | 4k×2k/60p               | 1080/60p                | 1080/60p                | 850 MP/s 4:2:0 640 MP/s 4:2:2 420 MP/s 4:4:4  | 4k×2k/60p               | 1080/30p                |
| Braswell                      | Encode                      | Profili                     | ✘                         | CBP, Principale, Alto   | Principale, Alto        | ✘                       | 850 MP/s 4:2:0 640 MP/s 4:2:2 420 MP/s 4:4:4  |                         | Superiore a 720p30      |
| Braswell                      | Encode                      | Livelli                     | ✘                         | 5.1                     | Alto                    | ✘                       | 850 MP/s 4:2:0 640 MP/s 4:2:2 420 MP/s 4:4:4  |                         |                         |
| Braswell                      | Encode                      | Risoluzione massima         | ✘                         | 4k×2k/30p               | 1080/30p                | ✘                       | 850 MP/s 4:2:0 640 MP/s 4:2:2 420 MP/s 4:4:4  | 4k×2k/30p               |                         |
| Apollo Lake                   | Decode                      | Profili                     | Principale, Principale 10 | CBP, Principale, Alto   | Principale, Alto        | Avanzato                | 1067 MP/s 4:2:0 800 MP/s 4:2:2 533 MP/s 4:4:4 |                         | 0                       |
| Apollo Lake                   | Decode                      | Livelli                     | 5.1                       | 5.2                     | Alto                    | 4                       | 1067 MP/s 4:2:0 800 MP/s 4:2:2 533 MP/s 4:4:4 |                         |                         |
| Apollo Lake                   | Decode                      | Risoluzione massima         | 4kx2k/60p                 | 1080p240, 4k×2k/60p     | 1080/60p                | 1080/60p                | 1067 MP/s 4:2:0 800 MP/s 4:2:2 533 MP/s 4:4:4 | 4k×2k/60p               | 4k×2k/60p               |
| Apollo Lake                   | Encode                      | Profili                     | Principale                | CBP, Principale, Alto   | ✘                       | ✘                       | 1067 MP/s 4:2:0 800 MP/s 4:2:2 533 MP/s 4:4:4 |                         |                         |
| Apollo Lake                   | Encode                      | Livelli                     | 4                         | 5.2                     | ✘                       | ✘                       | 1067 MP/s 4:2:0 800 MP/s 4:2:2 533 MP/s 4:4:4 |                         |                         |
| Apollo Lake                   | Encode                      | Risoluzione massima         | 4kx2k/30p                 | 1080p240, 4k×2k/60p     | ✘                       | ✘                       | 1067 MP/s 4:2:0 800 MP/s 4:2:2 533 MP/s 4:4:4 | 4k×2k/30p               | 480p30 (solo SW)        |
| Gemini Lake                   | Decode                      | Profili                     | Principale, Principale 10 | CBP, Principale, Alto   | Principale, Alto        | Avanzato                | 1067 MP/s 4:2:0 800 MP/s 4:2:2 533 MP/s 4:4:4 |                         | 0, 2                    |
| Gemini Lake                   | Decode                      | Livelli                     | 5.1                       | 5.2                     | Alto                    | 4                       | 1067 MP/s 4:2:0 800 MP/s 4:2:2 533 MP/s 4:4:4 |                         |                         |
| Gemini Lake                   | Decode                      | Risoluzione massima         | 4kx2k/60p                 | 1080p240, 4k×2k/60p     | 1080/60p                | 1080/60p                | 1067 MP/s 4:2:0 800 MP/s 4:2:2 533 MP/s 4:4:4 | 4k×2k/60p               | 4k×2k/60p               |
| Gemini Lake                   | Encode                      | Profili                     | Principale                | CBP, Principale, Alto   | Principale, Alto        | ✘                       | 1067 MP/s 4:2:0 800 MP/s 4:2:2 533 MP/s 4:4:4 |                         | 0                       |
| Gemini Lake                   | Encode                      | Livelli                     | 4                         | 5.2                     | Alto                    | ✘                       | 1067 MP/s 4:2:0 800 MP/s 4:2:2 533 MP/s 4:4:4 |                         |                         |
| Gemini Lake                   | Encode                      | Risoluzione massima         | 4kx2k/30p                 | 1080p240, 4k×2k/60p     | 1080/60p                | ✘                       | 1067 MP/s 4:2:0 800 MP/s 4:2:2 533 MP/s 4:4:4 | 4k×2k/30p               |                         |

### Serie Intel Atom
| Serie Intel Atom | Accelerazione video GPU     | Accelerazione video GPU     | Accelerazione video GPU | Accelerazione video GPU                      | Accelerazione video GPU | Accelerazione video GPU | Accelerazione video GPU | Accelerazione video GPU | Accelerazione video GPU                | Accelerazione video GPU | Accelerazione video GPU |
| Serie Intel Atom | VED (Video Encode / Decode) | VED (Video Encode / Decode) | H.265/HEVC              | H.264/MPEG-4 AVC                             | MPEG-4 Visual           | H.263                   | H.262 (MPEG-2)          | VC-1/WMV9               | JPEG / MJPEG                           | VP8                     | VP9                     |
| ---------------- | --------------------------- | --------------------------- | ----------------------- | -------------------------------------------- | ----------------------- | ----------------------- | ----------------------- | ----------------------- | -------------------------------------- | ----------------------- | ----------------------- |
| Bay Trail-T      | Decode                      | Profili                     | ✘                       | Principale, Alto                             |                         |                         | Principale              |                         |                                        | 0                       | ✘                       |
| Bay Trail-T      | Decode                      | Livelli                     | ✘                       | 5.1                                          |                         |                         | Alto                    |                         |                                        |                         | ✘                       |
| Bay Trail-T      | Decode                      | Risoluzione massima         | ✘                       | 4k×2k/30p                                    |                         |                         | 1080/60p                | 4k×2k/30p               | 4k×2k/30p                              |                         | ✘                       |
| Bay Trail-T      | Encode                      | Profili                     | ✘                       | Principale, Alto                             |                         |                         | Principale              | -                       | -                                      |                         | ✘                       |
| Bay Trail-T      | Encode                      | Livelli                     | ✘                       | 5.1                                          |                         |                         | Alto                    | -                       | -                                      |                         | ✘                       |
| Bay Trail-T      | Encode                      | Risoluzione massima         | ✘                       | 4k×2k/30p                                    |                         |                         | 1080/60p                | 1080/30p                | -                                      | 1080/30p                | ✘                       |
| Cherry Trail-T   | Decode                      | Profili                     | Principale              | CBP, Principale, Alto                        | Principale              |                         | Principale              | Avanzato                | 1067 Mbit/s – 4:2:0 800 Mbit/s – 4:2:2 |                         |                         |
| Cherry Trail-T   | Decode                      | Livelli                     | 5                       | 5.2                                          |                         |                         | Alto                    | 4                       | 1067 Mbit/s – 4:2:0 800 Mbit/s – 4:2:2 |                         |                         |
| Cherry Trail-T   | Decode                      | Risoluzione massima         | 4k×2k/30p               | 4k×2k/60p, 1080@240p                         | 480/30p                 | 480/30p                 | 1080/60p                | 1080/60p                | 1067 Mbit/s – 4:2:0 800 Mbit/s – 4:2:2 | 4k×2k/30p               | 1080/30p                |
| Cherry Trail-T   | Encode                      | Profili                     | ✘                       | Constrained Baseline, Principale, Alto (MVC) |                         |                         |                         |                         | 1067 Mbit/s – 4:2:0 800 Mbit/s – 4:2:2 |                         | ✘                       |
| Cherry Trail-T   | Encode                      | Livelli                     | ✘                       | 5.1 (4.2)                                    |                         |                         |                         |                         | 1067 Mbit/s – 4:2:0 800 Mbit/s – 4:2:2 |                         | ✘                       |
| Cherry Trail-T   | Encode                      | Risoluzione massima         | ✘                       | 4k×2k/30p, 1080@120p                         |                         | 480/30p                 |                         |                         | 1067 Mbit/s – 4:2:0 800 Mbit/s – 4:2:2 | 4k×2k/30p               | ✘                       |

## Documentazione
Intel rilascia manuali di programmazione per la maggior parte dei dispositivi Intel HD Graphics attraverso il suo Open Source Technology Center. Questo permette a vari appassionati di open source e hacker di contribuire allo sviluppo dei driver e dei driver delle porte ai vari sistemi operativi, senza la necessità del reverse engineering.